# Micrargus parvus
Micrargus parvus is een spinnensoort in de taxonomische indeling van de hangmatspinnen (Linyphiidae).
Het dier behoort tot het geslacht Micrargus. De wetenschappelijke naam van de soort werd voor het eerst geldig gepubliceerd in 2011 door Wunderlich.